# Союз российских городов
Союз российских городов (Союз) — неполитическая общественная организация. История Союза российских городов начинается с 13 марта 1991 года, когда произошло добровольное объединение крупных городов России.
В настоящее время в Союз российских городов входит 82 города. Членом Союза российских городов может стать любое муниципальное образование.

## Организационная структура
Высшим руководящим органом Союза российских городов является общее собрание.
Президент Союза российских городов и Правление избирается общим собранием.
Правление Союза российских избирается сроком на два года.
С ноября 2014 года Президентом Союза российских городов избран председатель Челябинской городской Думы Станислав Мошаров.
С апреля 2010 года генеральным директором Союза российских городов назначена Александра Витальевна Игнатьева.

## Руководители
Руководителями Союза российских городов были главы администраций и мэры крупных городов, видные общественные деятели.
- 1991 — мэр Рязани Валерий Васильевич Рюмин
- 1992—1998 — депутат Государственной Думы первого созыва Валерий Александрович Кирпичников
- 1998—2001 — мэр Омска Валерий Павлович Рощупкин
- 2001—2009 — мэр Екатеринбурга Аркадий Михайлович Чернецкий
- 2009—2014 — мэр Ростова-на-Дону Михаил Анатольевич Чернышёв
- 2014 — наст. время — председатель Челябинской городской Думы Станислав Иванович Мошаров

## История
C первых дней своей деятельности (с 1991 года) и по настоящее время Союзом Российских городов большое внимание уделяется планомерной и систематической работе по подготовке нормативных и законодательных актов по проблематике местного самоуправления.
Так, главным итогом 1992 года стало принятие Союзом российских городов Декларации «О принципах местного самоуправления в Российской Федерации», поддержанной и подписанной многими органами власти городов, не входящих в Союз российских городов. В Декларации обозначены принципы, задачи и цели при формировании и организации власти на местном уровне, которые получили своё развитие в дальнейшем.
Первый Съезд городов России состоялся 4-5 июня 1993 года. «О принципах формирования государственной политики по местному самоуправлению» — так определялась повестка Съезда, где работали не только представители городов, входящих в Союз, но и другие города, ещё не вовлеченные в различные ассоциации и объединения.
Серьёзный вклад внесли эксперты Союза российских городов в принятие Конституции РФ, где были заложены основы развития местного самоуправления.
В следующем, 1994 году, основным направлением работы стало развитие положений принятой Конституции РФ, закрепляющих основные принципы и гарантии прав местного самоуправления, определяющих Россию как федеративное государство с развитой системой местного самоуправления.
Также Союз российских городов принял участие в подготовке проекта положения о трехуровневой комиссии при Президенте РФ, состоящей из представителей разных уровней власти для выработки совместных предложений по региональной и местной политике государства;
организации в Государственной Думе РФ Комитета по вопросам местного самоуправления.
По инициативе и предложению Союза российских городов был создан Департамент по вопросам местного самоуправления в Миннаце России.
Содействие в организации в Управлении по работе с территориями Администрации Президента РФ отдела по местному самоуправлению.
Вхождение представителей Союза российских городов в Общественную палату при Президенте РФ.
Все эти вопросы были проанализированы и рассмотрены на II-м Съезде городов России, который состоялся 15 сентября 1994. "О правовой основе «местного самоуправления» — основной вопрос повестки дня Съезда. В итоге были сформулированы предложения по совершенствованию правовой базы местного самоуправления и работа по их реализации определена как главное направление деятельности Союза российских городов.
В 1995 году основные усилия Союза российских городов были направлены на участие в подготовке и работе Всероссийского совещания по вопросам реализации конституционных положений о местном самоуправлении и организации государственной власти в субъектах федерации, которое состоялось 17 февраля 1995 года и стало первым организационным шагом к налаживанию взаимодействия всех уровней власти.
Позднее Указом Президента РФ № 874 от 24 августа 1995 года создан Совет по местному самоуправлению при Президенте РФ, в состав которого вошли многие представители городов-членов Союза.
Государственной Думой РФ 12 августа 1995 года был принят окончательный вариант Закона РФ «Об общих принципах организации местного самоуправления в РФ», 28 августа 1995 года этот закон был подписан Президентом РФ.
Следует отметить весомый вклад Союза российских городов в межмуниципальное взаимодействие на международном уровне. При активном участии Союза российских городов была сформирована официальная делегация России в Конгрессе местных и региональных властей Европы.
28 февраля 1996 года Российская Федерация после вступления в Совет Европы подписала Европейскую Хартию местного самоуправления, тем самым решительно подтвердила выбранный курс на внедрение демократических форм управления.
В апреле 2011 года Союз российских городов отмечал 20-летие своей деятельности.
В настоящее время по-прежнему большое внимание уделяется анализу социально-экономического развития городов для выявления перспективных направлений развития и создания условий для их реализации, для чего постоянно организуются семинары и конференций для практического обмена опытом, в том числе и за рубежом. Постоянно получая информацию от современных муниципальных образований, Союз российских городов успешно разрабатывает и реализует собственные проекты, помогает внедрению передовых практик по всем актуальным направлениям деятельности современного местного самоуправления.

## Основные направления деятельности
Деятельность Союза российских городов осуществляется в рамках Концепции, принятой в декабре 2008 года и разработанной в соответствии с приоритетными национальными проектами и федеральными целевыми программами, а также предложениями, которые поступили от городов-членов Союза.
Исходя из обозначенных целей и задач организации и на основе всестороннего анализа и обсуждения с городами — членами Союза определились следующие направления деятельности организации:
- Нормативно-правовое
- Информационно-аналитическое
- Научно-методическое
- Межмуниципальное
- Социально-экономическое
- Инвестиционное

Для исследований и решения проблем развития городских агломераций России (в т. ч. 16 пилотных проектов и так называемых «опорных городов» и городов-спутников) при Союзе российских городов и под эгидой Межведомственной рабочей группы по социально-экономическому развитию городских агломераций Минрегионразвития и Минэкономразвития учреждено «Агентство по социально-экономическому развитию агломераций Российской Федерации» (АСЭРА).

## Города, входящие в Союз
По информации официального сайта в Союз входят:

| - Агинское - Анадырь - Архангельск - Астрахань - Балашиха - Барнаул - Биробиджан - Благовещенск - Бронницы - Брянск - Великий Новгород - Владикавказ - Владимир - Волгоград - Вологда - Воронеж - Горно-Алтайск - Дзержинский - Екатеринбург - Иваново - Ижевск - Иркутск - Йошкар-Ола - Казань - Калининград - Калуга - Кинешма - Киров | - Ковров - Кострома - Краснодар - Красноярск - Кудымкар - Курган - Курск - Липецк - Магадан - Магнитогорск - Махачкала - Москва - Нарьян-Мар - Нижний Новгород - Нижний Тагил - Новосибирск - Обнинск - Омск - Орёл - Орск - Пенза - Пермь - Петрозаводск - Петропавловск-Камчатский - Прохладный - Псков - Ростов-на-Дону - Рыбинск | - Рязань - Салехард - Самара - Саратов - Смоленск - Ставрополь - Сызрань - Сыктывкар - Таганрог - Тамбов - Тверь - Тольятти - Томск - Тула - Тура - Тюмень - Ульяновск - Уфа - Хабаровск - Ханты-Мансийск - Чебоксары - Челябинск - Череповец - Элиста - Южно-Сахалинск - Якутск - Ярославль |

## Официальные документы
1. Постановление Президиума Верховного Совета РСФСР от 22.04.1991 № 1052-1
2. Распоряжение Совета Министров РСФСР от 20.05.1991 г. № 488-р